# فارس الحربي (لاعب كرة قدم مواليد 1992)
فارس سنيد الحربي (مواليد 17 مارس 1992) هو لاعب كرة قدم سعودي.

## مسيرة اللاعب
لعب سابقاً مع نادي الوطني و انتقل إلى نادي أحد في عام 2016 و عاد إلى نادي الوطني عام 2017 و وقع مع نادي الصقور في عام 2020 .